# Rimbaud, l'éternité retrouvée
Pour plus de détails, voir Fiche technique et Distribution.
Rimbaud, l'éternité retrouvée est un film français réalisé par Olivier Esmein, sorti en 1982.

## Récompenses
Prix Spécial du Jury
Festival du Court-Métrage de Clermont-Ferrand 1982

## Synopsis
Illustrée par un montage d'images et de photographies, sur un rythme musical afro-jazzy en harmonie avec le récit en voix off par Claude Nougaro de l'Alchimie du verbe.

## Fiche technique
- Titre original : Rimbaud, l'éternité retrouvée
- Réalisation : Olivier Esmein
- Scénario : Olivier Esmein
- Photographie : Olivier Esmein
- Son : François Waledish, Stéphane Kayler (assistant)
- Montage : Marie-Ange Baratier
- Musique : Bruno Marazza
- Iconographie : gravures et aquarelles par Jeanne Esmein
- Producteur : Jean-Noël Delamarre
- Sociétés de production : CAD Productions (Cinéma Animation Delamarre Productions), Amorce Films
- Société de distribution : Agence du Court Métrage
- Pays de production :  France
- Tournage : 
  - Langue : français
  - Année tournage : 1981
- Format : couleur — 35 mm — monophonique
- Tirage : Laboratoires Éclair
- Genre : documentaire
- Durée : 11 minutes
- Date de sortie : France 5 février 1982
- Mention CNC : tous publics (visa d'exploitation no 55430 délivré le 8 février 1982)

## Distribution
- Claude Nougaro : récitant voix off